# Phylidorea fulvonervosa
Phylidorea fulvonervosa är en tvåvingeart som först beskrevs av Theodor Emil Schummel 1829.  Phylidorea fulvonervosa ingår i släktet Phylidorea och familjen småharkrankar. Arten är reproducerande i Sverige. Inga underarter finns listade i Catalogue of Life.